# Dilophodes amplificata
Dilophodes amplificata är en fjärilsart som beskrevs av Max Joseph Bastelberger 1905. Dilophodes amplificata ingår i släktet Dilophodes och familjen mätare. Inga underarter finns listade i Catalogue of Life.